# Siltuximab
Le siltuximab est un anticorps monoclonal commercialisé par le laboratoire Janssen dirigé contre l'interleukine 6 (IL-6). Son utilisation a été envisagée pour le traitement des cancers rénaux métastatiques, prostatiques et la maladie de Castelman.
Dans le cadre d'un essai clinique de phase I, il a été testé dans le traitement du lymphome malin Non Hodgkinien (LMNH) à cellule de type B (maladie de Castelman).
On a obtenu des résultats encourageants dans un petit essai pour le traitement du cancer de l'ovaire métastatique.